# Damian Kos
Damian Kos (ur. 15 kwietnia 1989) – polski zawodowy sędzia piłkarski.

## Kariera
Damian Kos pochodzi z Wejherowa lub z Luzina. Jako junior trenował w akademii Gryfu Wejherowo, w wieku 16 lub 17 lat zapisał się na kurs sędziowski. W 2009 sprawował funkcję sędziego liniowego w meczach rozgrywanych w III lidze. Ukończył gospodarkę przestrzenną na Uniwersytecie Gdańskim.
Pierwsze mecze jako sędzia główny w III lidze sędziował w 2015 roku. Wziął udział w kursie sędziowskim CORE Polska w sezonie 2015/2016. Na szczeblu centralnym zadebiutował 10 września 2016 roku, podczas spotkania między Olimpią Zambrów a Rozwojem Katowice, wygranego 3:2 przez Olimpię. W I lidze swój pierwszy mecz sędziował w 34. kolejce, 17 maja 2019 roku; było to spotkanie między Chojniczanką Chojnice a GKS-em Tychy zakończone wynikiem 4:1.
Egzaminy umożliwiające mu sędziowanie Ekstraklasy zdał w dniach 12–14 lipca 2019; awans do grupy sędziów Top-Amator A otrzymał 12 lipca. W Ekstraklasie zadebiutował 19 lipca 2020 roku podczas spotkania między Legią Warszawa a Pogonią Szczecin. 28 lutego 2024 roku sędziował mecz 1/4 finału Pucharu Polski między Wisłą Kraków a Widzewem Łódź, w którym wzbudził kontrowersje uznaniem zwycięskiej bramki Wisły, która padła w 19. minucie dogrywki. W rozmowie z portalem Weszło, Tomasz Mikulski stwierdził, że prezydium Kolegium Sędziów PZPN uznało jego decyzję za błędną. Według Michała Listkiewicza, w związku z tą sytuacją został on odsunięty od prowadzenia meczów na kilka spotkań. Do sędziowania Ekstraklasy sędzia wrócił 14 kwietnia 2024, podczas spotkania rozegranego między ŁKS-em Łódź a Radomiakiem Radom.
6 marca 2024 roku po raz pierwszy sędziował mecz międzynarodowy: spotkanie pomiędzy reprezentacją Grecji U-17 a reprezentacją Ukrainy U-17. Podczas meczu Kos pokazał łącznie 7 żółtych kartek i jedną czerwoną – Traianosowi Mokrisowi w konsekwencji otrzymania dwóch żółtych kartek. W Lidze Konferencji UEFA zadebiutował 10 lipca 2024 roku podczas meczu I rundy eliminacyjnej, rozegranego między FK Auda a B36 Tórshavn. 22 października poprowadził spotkanie Ligi Młodzieżowej UEFA pomiędzy Realem Madryt U19 a Borussią Dortmund U19. 
W 2024 został sędzią zawodowym. Damian Kos został również sędzią FIFA. Za autorytety w pracy sędziego uznaje Pierluigiego Collinę, Markusa Merka oraz Andersa Friska. W 2023 wziął udział w 8. odcinku II sezonu programu „Sędziowie".